# Herbert Fischer
Herbert Fischer (16 de abril de 1951) es un deportista de la RDA que compitió en piragüismo en la modalidad de eslalon. Ganó una medalla de oro en el Campeonato Mundial de Piragüismo en Eslalon de 1975, en la prueba de C2 por equipos.

## Palmarés internacional
| Campeonato Mundial | Campeonato Mundial  | Campeonato Mundial | Campeonato Mundial |
| Año                | Lugar               | Medalla            | Competición        |
| ------------------ | ------------------- | ------------------ | ------------------ |
| 1975               | Skopie (Yugoslavia) | Medalla de oro     | C2 por equipos     |